# 카우걸 블루스
《카우걸 블루스》(Even Cowgirls Get The Blues)는 미국에서 제작된 구스 반 산트 감독의 1993년 코미디, 드라마, 멜로/로맨스, 서부 영화이다. 톰 로빈스의 1976년 소설 Even Cowgirls Get the Blues에 기반을 둔다. 우마 서먼 등이 주연으로 출연하였고 로리 파커 등이 제작에 참여하였다.

## 출연

### 주연
- 우마 서먼
- 로레인 브라코

### 조연
- 팻 모리타
- 앤지 디킨슨
- 키아누 리브스
- 존 허트
- 레인 피닉스
- 에드 비글리 주니어
- 캐롤 케인
- 숀 영
- 크리스핀 글로버
- 로잔느 바
- 벅 헨리
- 그레이스 자브리스키
- 켄 케시
- 헤더 그레이엄
- 우도 키에르
- 웨이드 에반스
- 에릭 헐
- 조 아이비
- 그렉 맥믹클
- 린 샤예
- 첼 화이트
- 스콧 패트릭 그린
- 마이클 파커
- 윌리엄 S. 버로그스
- 더그 쿠아이엣
- 에드워드 제임스 올모스
- 리버 피닉스

## 기타
- 라인프로듀서: 에릭 맥로드
- 미술: 미시 스튜어트
- 세트: 니나 브래드포드
- 의상: 베아트릭스 아루나 파스처
- 배역: 샤론 바이얼리
- 배역: 데비 맨윌러
- 배역: 리처드 파가노

## 사운드트랙
1. "Just Keep Me Moving" (3:56)
2. "Much Finer Place" (0:51)
3. "Or Was I" (3:07)
4. "Hush Sweet Lover" (4:05)
5. "Myth" (4:08)
6. "Apogee" (0:37)
7. "Virtual Vortex" (0:44)
8. "Lifted by Love" (3:02)
9. "Overture" (2:03)
10. "Kundalini Yoga Waltz" (1:07)
11. "In Perfect Dreams" (3:07)
12. "Curious Soul Astray" (3:40)
13. "Ride of Bonanza Jellybean" (1:47)
14. "Don't Be a Lemming Polka" (2:17)
15. "Sweet Little Cherokee" (2:48)
16. "Cowgirl Pride" (1:47)